# Le Mesnil-Robert
Pour les articles homonymes, voir Mesnil.
Le Mesnil-Robert est une commune française, située dans le département du Calvados en région Normandie, peuplée de 184 habitants.

## Géographie
La commune est en Bocage virois. Le bourg est situé à 7,5 km au nord-ouest de Vire.
Le Mesnil-Robert est dans le bassin de la Vire, par son sous-affluent la Cunes qui traverse le territoire à l'ouest et rejoint la Drôme à Landelles-et-Coupigny. Son affluent, le Brébion, fait fonction de limite avec Beaumesnil et Campagnolles au nord et à l'est.
Le point culminant (164 m) se situe au sud-est, près du lieu-dit les Pallières, en limite de commune, sur une pente qui culmine à 166 m sur la commune voisine du Mesnil-Benoist. Le point le plus bas (80 m) correspond à la sortie de la Cunes du territoire, au nord-ouest.
| Landelles-et-Coupigny                          | Beaumesnil                                     | Campagnolles                                                                                               |
| Landelles-et-Coupigny                          | du Mesnil-Robert                               | Campagnolles                                                                                               |
| Noues de Sienne (comm. dél. du Mesnil-Benoist) | Noues de Sienne (comm. dél. du Mesnil-Benoist) | Vire Normandie (comm. dél. de Coulonces), Noues de Sienne (comm. dél. de Mesnil-Clinchamps) (par un angle) |

### Hydrographie
La commune est située dans le bassin Seine-Normandie. Elle est drainée par la Cunes, le fossé 01 de la Lesière, le fossé 01 du Hamel Mury et le ruisseau de Brebion,,.
La Cunes, d'une longueur de 12 km, prend sa source dans la commune de Noues de Sienne et se jette  dans la Drôme à Landelles-et-Coupigny, après avoir traversé quatre communes. 

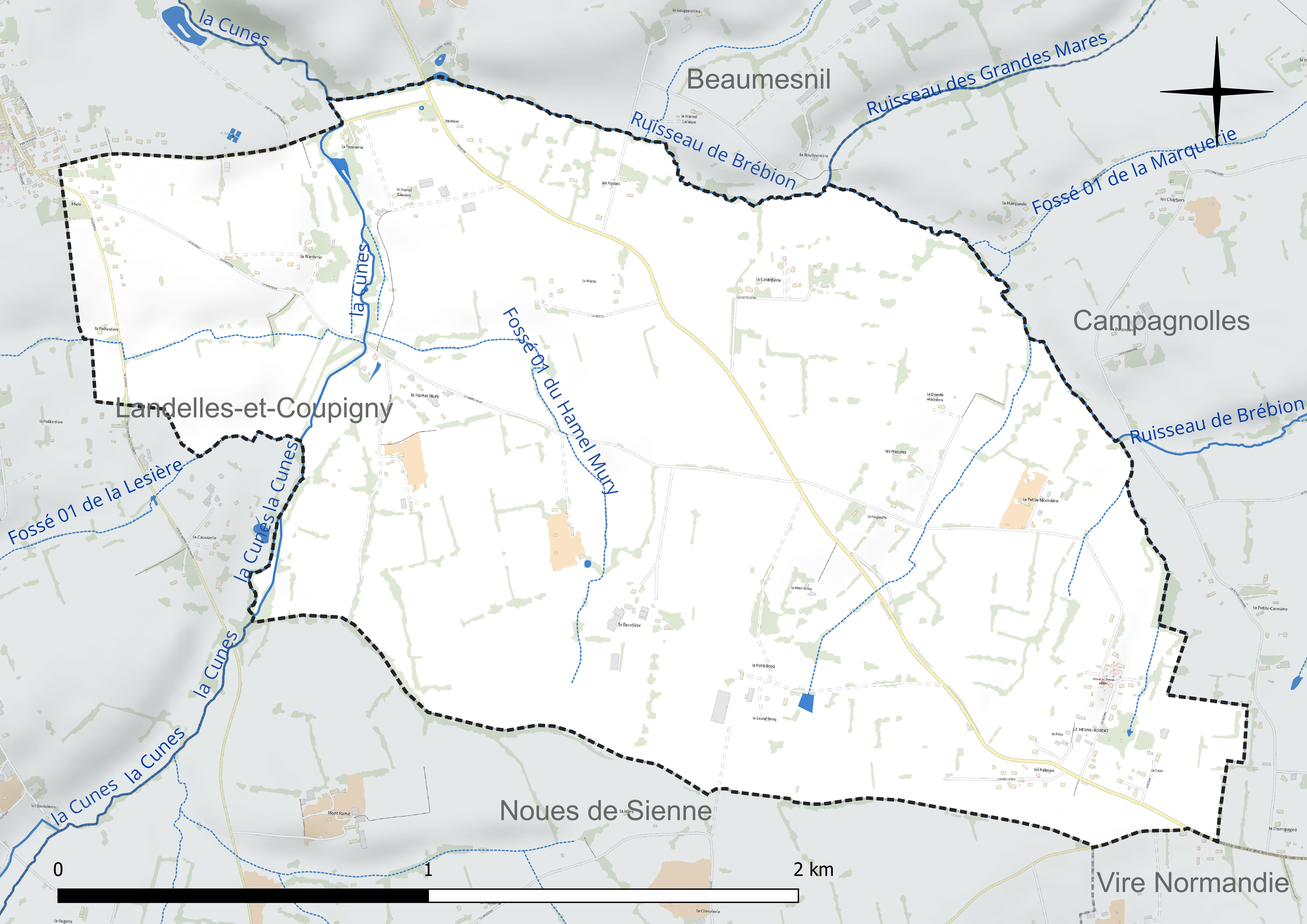
Réseau hydrographique du Mesnil-Robert.

### Climat
Pour des articles plus généraux, voir Climat de la Normandie et Climat du Calvados.
En 2010, le climat de la commune est de type climat océanique franc, selon une étude du CNRS s'appuyant sur une série de données couvrant la période 1971-2000. En 2020, Météo-France publie une typologie des climats de la France métropolitaine dans laquelle la commune est exposée à un climat océanique et est dans la région climatique  Normandie (Cotentin, Orne), caractérisée par une pluviométrie relativement élevée (850 mm/a) et un été frais (15,5 °C) et venté. Parallèlement le GIEC normand, un groupe régional d'experts sur le climat, différencie quant à lui, dans une étude de 2020, trois grands types de climats pour la région Normandie, nuancés à une échelle plus fine par les facteurs géographiques locaux. La commune est, selon ce zonage, exposée à un « climat contrasté des collines », correspondant au Bocage normand, bien arrosé, voire très arrosé sur les reliefs les plus exposés au flux d'ouest, et frais en raison de l'altitude.
Pour la période 1971-2000, la température annuelle moyenne est de 10,6 °C, avec  une amplitude thermique annuelle de 12,8 °C. Le cumul annuel moyen de précipitations est de 971 mm, avec 13,8 jours de précipitations en janvier et 8,9 jours en juillet. Pour la période 1991-2020, la température moyenne annuelle observée sur la station météorologique la plus proche, située sur la commune de Vire Normandie à 6 km à vol d'oiseau, est de 11,3 °C et le cumul annuel moyen de précipitations est de 931,4 mm,. Pour l'avenir, les paramètres climatiques de la commune estimés pour 2050 selon différents scénarios d'émission de gaz à effet de serre sont consultables sur un site dédié publié par Météo-France en novembre 2022.

## Urbanisme

### Typologie
Au 1er janvier 2024, Le Mesnil-Robert est catégorisée commune rurale à habitat dispersé, selon la nouvelle grille communale de densité à 7 niveaux définie par l'Insee en 2022.
Elle est située hors unité urbaine. Par ailleurs la commune fait partie de l'aire d'attraction de Vire Normandie, dont elle est une commune de la couronne,. Cette aire, qui regroupe 20 communes, est catégorisée dans les aires de moins de 50 000 habitants,.

### Occupation des sols
L'occupation des sols de la commune, telle qu'elle ressort de la base de données européenne d'occupation biophysique des sols Corine Land Cover (CLC), est marquée par l'importance des territoires agricoles (99 % en 2018), une proportion sensiblement équivalente à celle de 1990 (99,4 %). La répartition détaillée en 2018 est la suivante : 
prairies (48,1 %), terres arables (36,3 %), zones agricoles hétérogènes (14,6 %), zones urbanisées (1 %). L'évolution de l'occupation des sols de la commune et de ses infrastructures peut être observée sur les différentes représentations cartographiques du territoire : la carte de Cassini (XVIIIe siècle), la carte d'état-major (1820-1866) et les cartes ou photos aériennes de l'IGN pour la période actuelle (1950 à aujourd'hui).

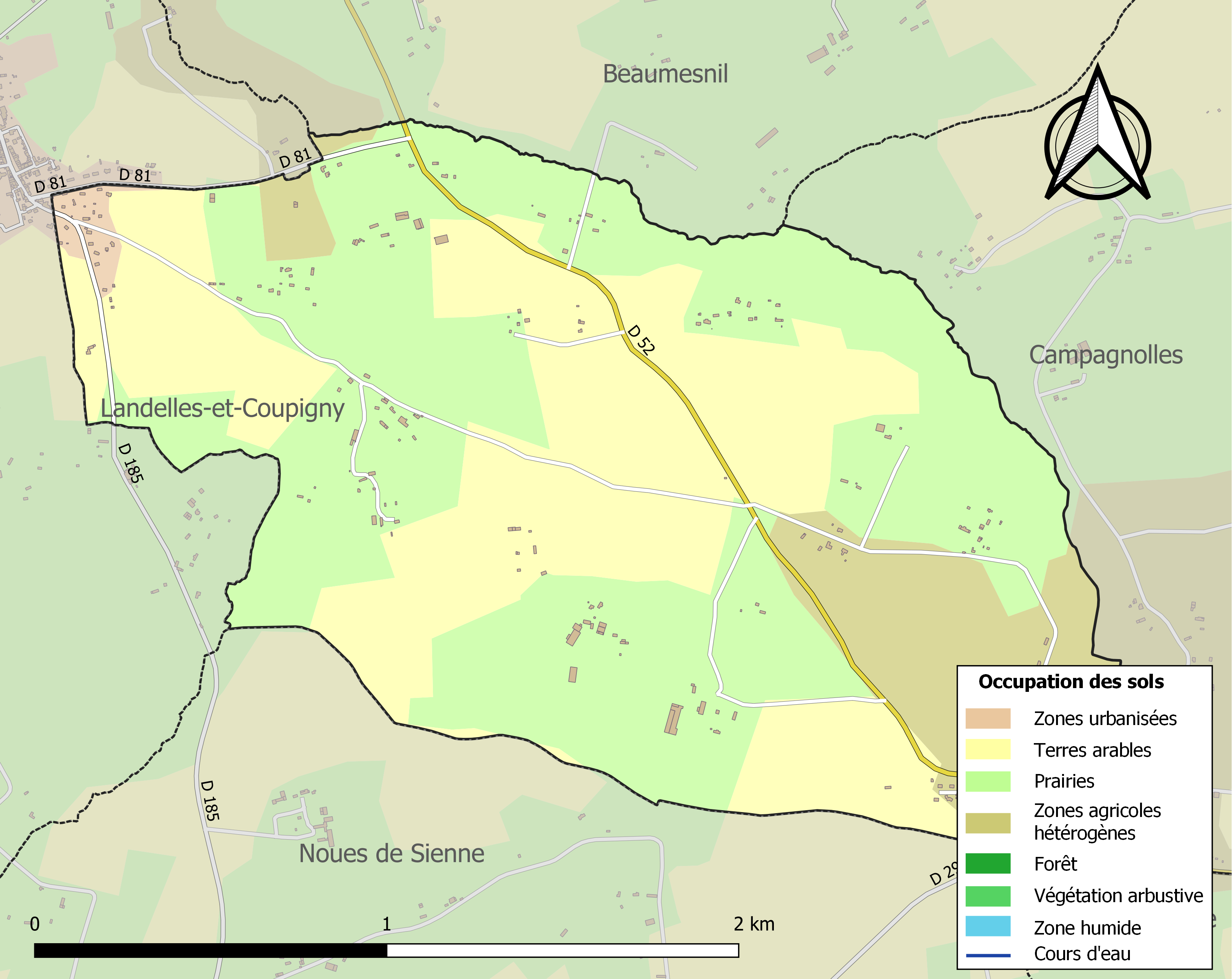
Carte des infrastructures et de l'occupation des sols de la commune en 2018 (CLC).

## Toponymie
Le nom de la localité est attesté sous la forme Mesnil Robert en 1008.
Mesnil est un toponyme fréquent en Normandie, spécifiquement en Bocage normand. Le terme désigne en ancien français un domaine rural et succède ainsi dans la création de toponymes au latin villa. Les Mesnil sont généralement différenciés par un anthroponyme, souvent le seigneur du lieu, ce qui semble être le cas ici.
Le gentilé est Mesnil-Roberiens ou Mesnil-Robertiens.

## Politique et administration
| Période                                  | Période  | Identité           | Étiquette | Qualité     |
| ---------------------------------------- | -------- | ------------------ | --------- | ----------- |
| 1989                                     | mai 2020 | Jean-Paul Massus   | SE        | Agriculteur |
| mai 2020                                 | En cours | Jean-Claude Ruault | SE        | Retraité    |
| Les données manquantes sont à compléter. |          |                    |           |             |

Le conseil municipal est composé de onze membres dont le maire et deux adjoints.

## Démographie
L'évolution du nombre d'habitants est connue à travers les recensements de la population effectués dans la commune depuis 1793. Pour les communes de moins de 10 000 habitants, une enquête de recensement portant sur toute la population est réalisée tous les cinq ans, les populations de référence des années intermédiaires étant quant à elles estimées par interpolation ou extrapolation. Pour la commune, le premier recensement exhaustif entrant dans le cadre du nouveau dispositif a été réalisé en 2005.
En 2022, la commune comptait 184 habitants, en évolution de −5,15 % par rapport à 2016 (Calvados : +1,58 %, France hors Mayotte : +2,11 %).
Le Mesnil-Robert a compté jusqu'à 366 habitants en 1846.
| 1793 | 1800 | 1806 | 1821 | 1831 | 1836 | 1841 | 1846 | 1851 |
| ---- | ---- | ---- | ---- | ---- | ---- | ---- | ---- | ---- |
| 285  | 288  | 316  | 331  | 279  | 295  | 327  | 366  | 357  |

| 1856 | 1861 | 1866 | 1872 | 1876 | 1881 | 1886 | 1891 | 1896 |
| ---- | ---- | ---- | ---- | ---- | ---- | ---- | ---- | ---- |
| 316  | 294  | 273  | 272  | 275  | 282  | 257  | 269  | 255  |

| 1901 | 1906 | 1911 | 1921 | 1926 | 1931 | 1936 | 1946 | 1954 |
| ---- | ---- | ---- | ---- | ---- | ---- | ---- | ---- | ---- |
| 226  | 202  | 205  | 200  | 216  | 198  | 185  | 176  | 175  |

| 1962 | 1968 | 1975 | 1982 | 1990 | 1999 | 2005 | 2006 | 2010 |
| ---- | ---- | ---- | ---- | ---- | ---- | ---- | ---- | ---- |
| 171  | 161  | 151  | 133  | 146  | 158  | 166  | 173  | 203  |

| 2015 | 2020 | 2022 | - | - | - | - | - | - |
| ---- | ---- | ---- | - | - | - | - | - | - |
| 193  | 188  | 184  | - | - | - | - | - | - |

## Lieux et monuments

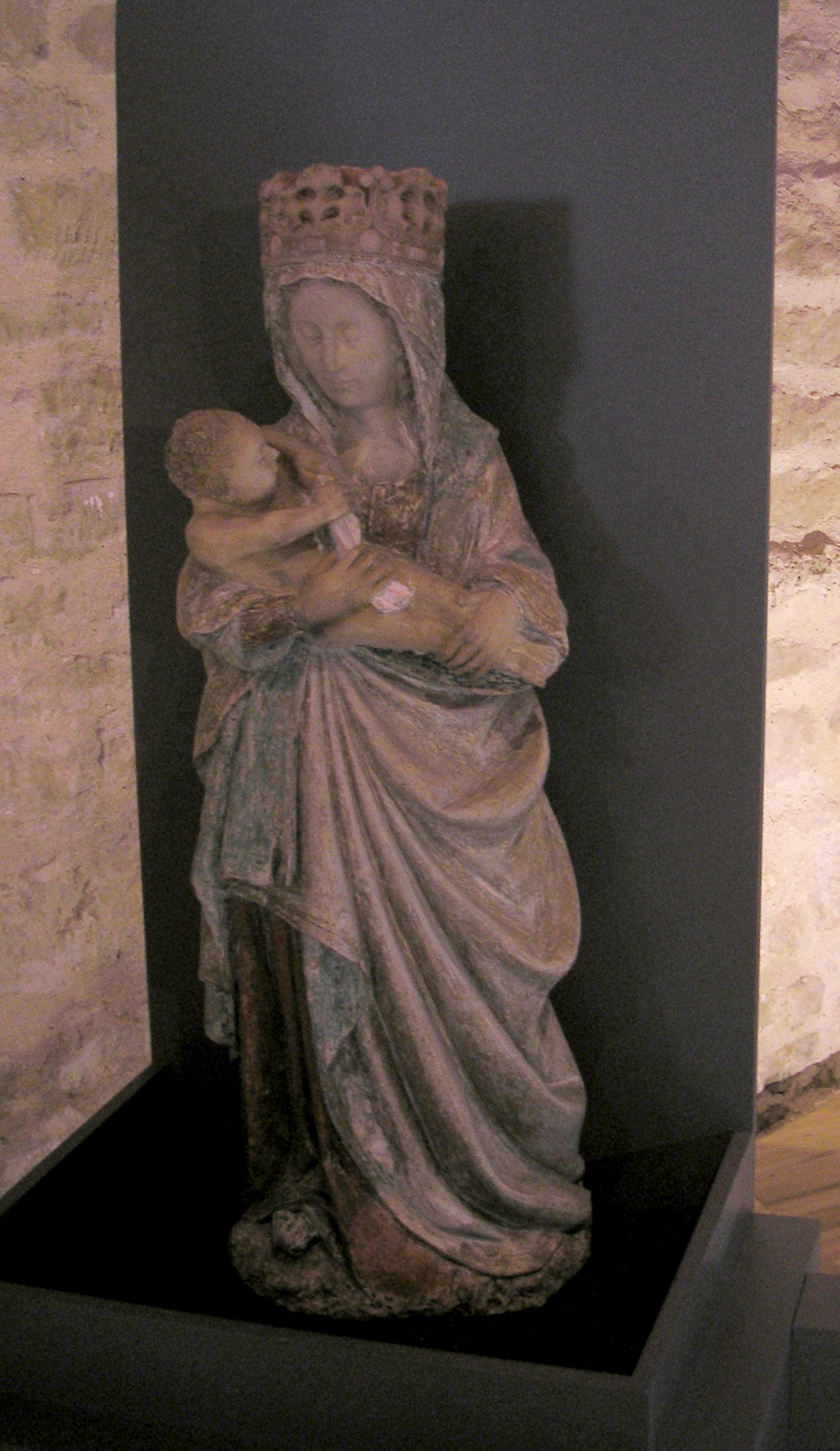
La Vierge à l'Enfant de l'église Saint-Pierre, présentée à Caen à l'occasion de l'exposition Chefs-d'œuvre du gothique en Normandie, en 2008.

- Église Saint-Pierre (XIIIe-XVIIe), abritant une Vierge à l'Enfant du XVe siècle classée à titre d'objet aux monuments historiques[32].

## Héraldique
| Blason de Mesnil-Robert (Le) | Blason  | Palé d'hermine et de gueules, au chef d'azur chargé d'une clé en fasce d'or. |
| Blason de Mesnil-Robert (Le) | Détails | Le statut officiel du blason reste à déterminer.                             |